# Næsbyhoved Sø
Næsbyhoved Sø var en cirka 1,65 km² stor sø beliggende en kilometer nord for Odenses nuværende centrum. Søen var den næststørste på Fyn efter Arreskov Sø, og var indtil udtørringen i 1863 et populært udflugtsmål for Odense bys borgere, der herefter søgte til Fruens Bøge. En mindre del af søens østlige del indgår i den nuværende Odense Kanal og Odense Indre Havn, som var blevet udgravet i årene 1796 til 1804 (med senere udvidelser), mens det øvrige udtørrede areal overgik til bl.a. Åløkkegård. I søen var der fem øer: Store Thorslund (og Lille Thorslund), Store Brasenholm, Lille Brasenholm, Vieholmen og Gåseholmen.
På en halvø, der udgik fra søens nordlige bred, lå Næsbyhoved Slot, der blev ødelagt under grevens fejde i 1534. Lidt længere mod vest kunne man i fladbundede både sejle fra Odense Fjord ad Stavids Å og ind til slottet og tæt på Odense, hvorfor der ved skipperbyen Stige var nedsat pæle i vandet for at forhindre uønsket sejlads.
Den bevarede Stavids Å gennemløb søens nordvestlige hjørne. Efter et genopretningsprojekt afsluttet i 2011, er åen ført tilbage til sin oprindelige slyngning i området. Stavids Ådal ligger vest for hvor Næsbyhoved Sø lå.

## Beliggenhed
Søen lå i det nuværende Åløkkekvarters nordøstlige hjørne, beskrevet med nutidige afgrænsninger: Mod nord var søen afgrænset af Bogensevej, halvøen med Næsbyhoved Skov og en imaginær forlængelse af Slotsbakkevænget over Odense Kanal til Møllekajen. Mod øst var afgrænsningen omtrent Møllekajen og ned til begyndelsen af Østre Kaj, hvor der var en mindre halvø ud mod den lidt større halvø, dernæst løb søen langs den vestlige side af den nuværende Tolderlundsvej og ned til bunden af havnebassinerne. Mod syd var afgrænsningen bunden af havnebassinet hen til Åløkkeskovs østlige udkant, dernæst Åløkkeskov og Snapindskovs nordlige udkant, med en afstikker ned til Rugårdsvej. Mod vest var afgrænsningen omtrent Søhusstien op til Bogensevej.